# وایدهاوزن
وایدهاوزن (به آلمانی: Weidhausen bei Coburg) یک شهر در آلمان است که در Coburg واقع شده‌است. وایدهاوزن ۳٬۳۱۴ نفر جمعیت دارد.